# Ray Kurzweil

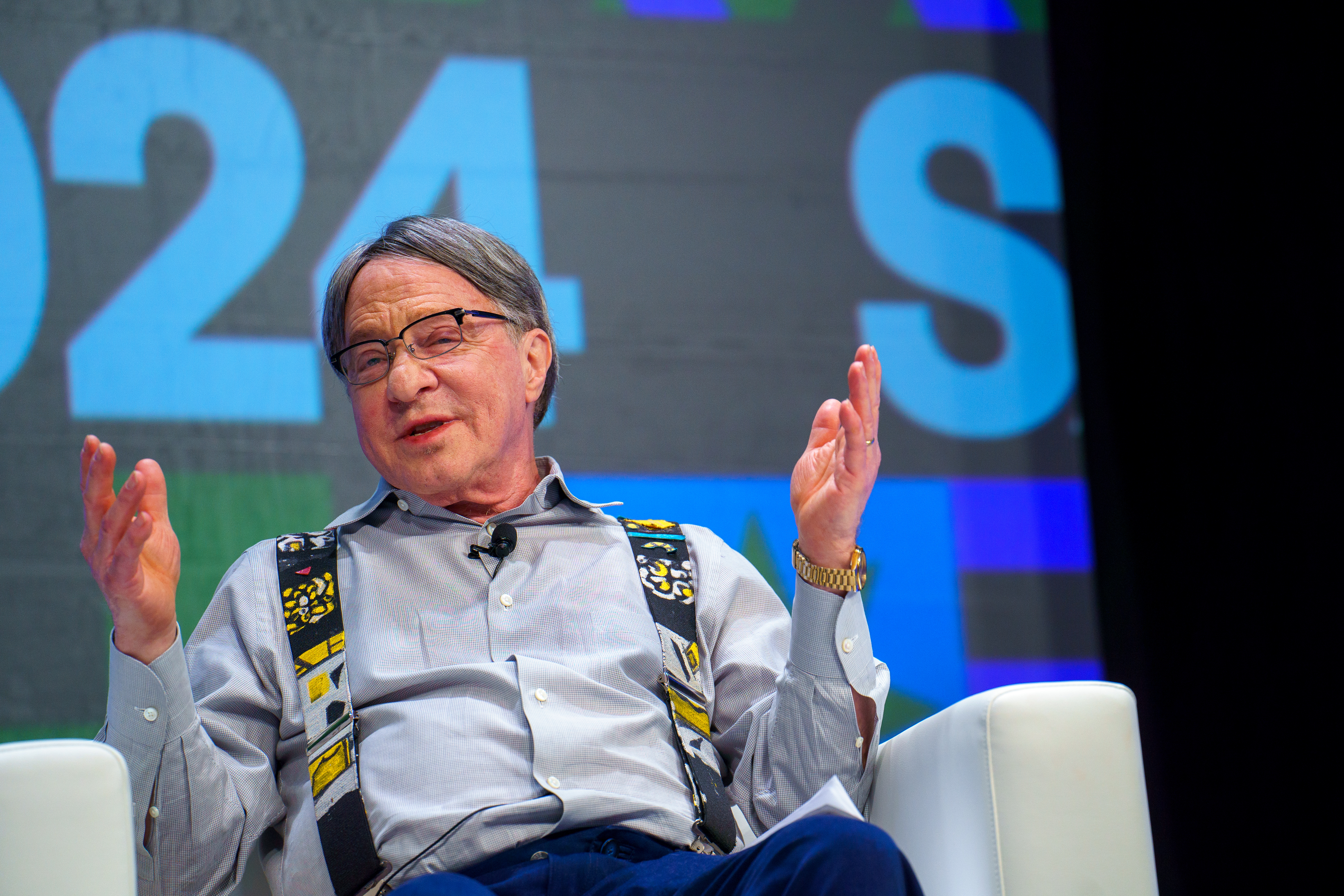
Ray Kurzweil (2024)

Raymond „Ray“ Kurzweil [ˈkɜrzwaɪl] (* 12. Februar 1948 in Queens, New York City) ist ein US-amerikanischer Autor, Erfinder, Futurist und Leiter der technischen Entwicklung (Director of Engineering) bei Google LLC.
Er gilt als Pionier der optischen Texterkennung (engl. optical character recognition, OCR), Sprachsynthese (computervorgelesene Texte), Spracherkennung, Flachbettscannertechnologie und im Bereich elektronischer Musikinstrumente, insbesondere der Keyboards.
Als bekannter Sachbuchautor schreibt er u. a. über Gesundheitstechnologie, künstliche Intelligenz (KI), Transhumanismus, die technologische Singularität und Zukunftsforschung. Außerdem gilt er als der berühmteste Vertreter des technologischen Posthumanismus.

## Biographie

### Frühe Jahre
Raymond Kurzweil wurde im New Yorker Stadtteil Queens geboren; seine jüdischen Eltern hatten 1939 kurz vor Beginn des 2. Weltkrieges Österreich verlassen. Er studierte am Massachusetts Institute of Technology Informatik und Literatur und schloss sein Studium 1970 mit dem Bachelor ab.

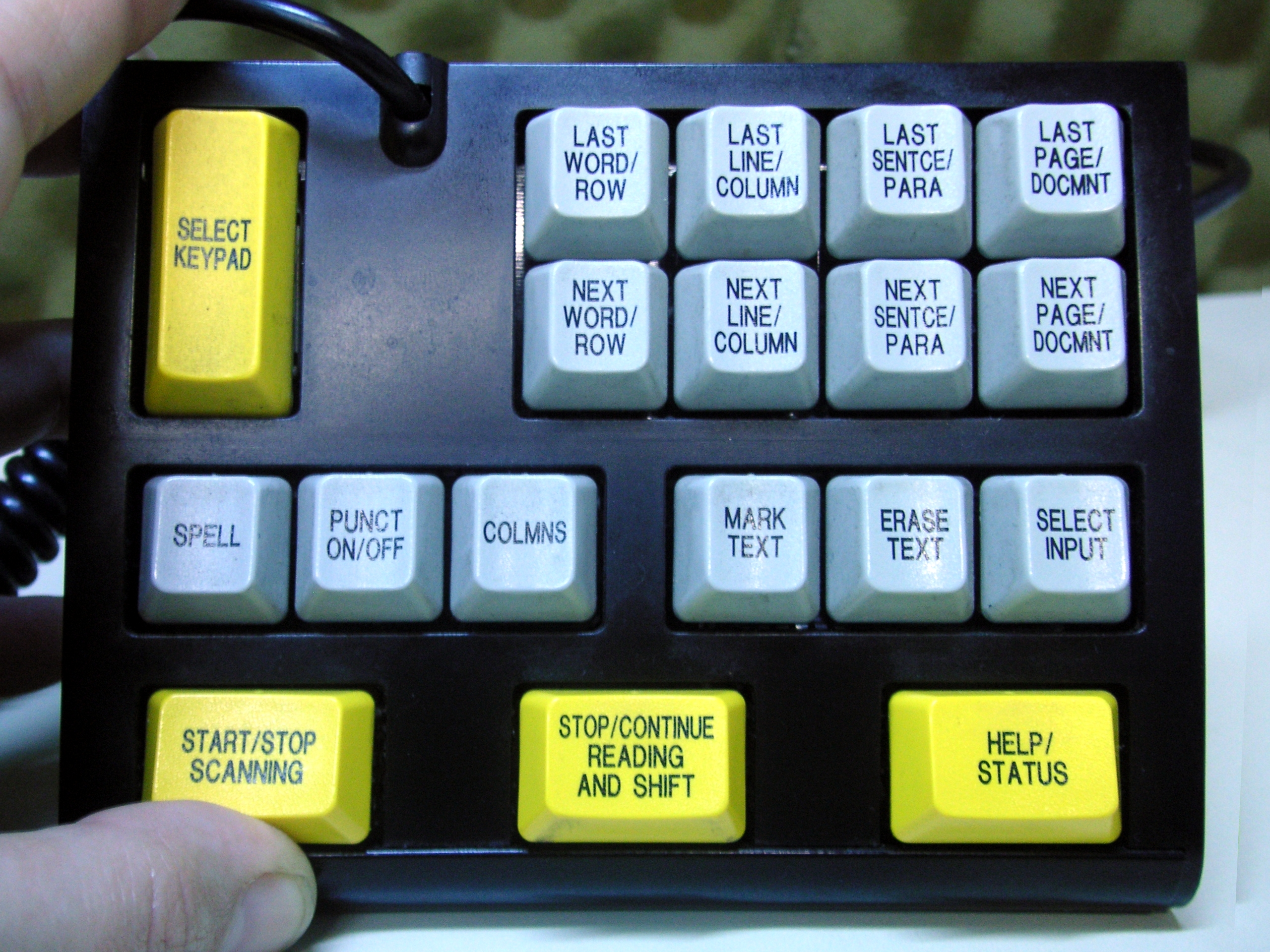
Tastenfeld des Kurzweil Reader

Nach seinem Studium erfand er die „Kurzweil Reading Machine“, die Sehbehinderten erstmals den Zugang zu normalen Drucktexten ermöglichte, indem sie die Drucktexte in akustische Signale umwandelte und somit vorlas. Kurzweils Erfindung gilt bis heute als größter Meilenstein zur gesellschaftlichen Integration Sehbehinderter nach der 1829 eingeführten Blindenschrift von Braille.

### Kurzweil Music Systems
Im Jahre 1983 gründete Kurzweil in den USA das Unternehmen Kurzweil Music Systems. Die Herstellung von Synthesizern, die in der Lage waren, natürliche Klänge in guter Qualität zu erzeugen, stellte in dieser Zeit eine große Herausforderung dar.
Die Idee, ein Unternehmen für elektronische Musikinstrumente zu gründen, entstand aus der Freundschaft zu dem blinden Musiker Stevie Wonder. Dieser hatte 1976 von Kurzweils Reading Machine gehört und anschließend Kontakt zu ihm aufgenommen.
Ermutigt durch Wonder, brachte Kurzweil 1984 den sogenannten Kurzweil K250 auf den Markt. Dieses revolutionäre Instrument erzeugte die Klänge verschiedener akustischer Instrumente in einer für diese Zeit herausragenden Qualität. Als Dankeschön für die musikalische Unterstützung produzierte  Kurzweil für Stevie Wonder ein Sondermodell des K250, das sich durch Sprachkommandos steuern ließ.
Der Nachfolger des K250, sowie das letzte Keyboard der Firma unter Kurzweil, war das K1000 von 1988. Es ist allerdings nur kurz gebaut worden, weil Kurzweil Music Systems 1989 an die koreanische Young Chang Akki Co. Ltd. verkauft wurde, die den Markennamen „Kurzweil“ jedoch beibehielt.

### Abseits der Musikindustrie
Im Jahr 2002 schloss er auf der Website Long Bet One eine Wette über 20.000 US-Dollar ab, dass im Jahr 2029 ein Computer oder eine „maschinelle Intelligenz“ den Turing-Test bestehen werde. Es ist die erste Wette der Website und eine der ältesten öffentlichen Wetten im Internet. Er wurde für seine Leistungen im gleichen Jahr in die National Inventors Hall of Fame aufgenommen und erhielt außerdem von Präsident Bill Clinton die National Medal of Technology.
Im Jahr 2008 gründete er gemeinsam mit Peter Diamandis und Rob Nail die Singularity University. Diese bietet Bildungsprogramme für Führungskräfte, ein Gründerzentrum und Innovationsberatung an.
Im Dezember 2012 wurde Kurzweil „Director of Engineering“ bei Google.

### Einstellung zur Religion
Obwohl Kurzweils Eltern jüdisch waren, erzogen sie ihn unitarisch.
Am Ende des Dokumentarfilms Transcendent Man beantwortet er seine rhetorische gestellte Frage "Does God exist?" („Existiert Gott?“) mit  "I would say, 'Not yet'" („Ich würde sagen, 'Noch nicht'“) als eine Anspielung auf seine Vorhersagen für die Technologien der Zukunft, die dem Menschen dabei helfen sollen, über seine biologischen Grenzen hinauszugehen und so aus der heutigen Perspektive selbst wie eine Art Gottheit zu wirken.

## The Singularity Is Near
In Kurzweils bekanntestem Buch The Singularity Is Near. When Humans Transcend Biology (zu deutsch: Menschheit 2.0. Die Singularität naht) aus dem Jahr 2005 vertritt der Autor die These, dass die technologische Singularität um das Jahr 2045 eintreten wird.
In The Singularity is Near beschreibt er die Notwendigkeit einer neuen Ethik, die auf den Grundlagen des gegenseitigen Respekts basiert.

## Ehrungen und Auszeichnungen
Ray Kurzweil ist Träger folgender Auszeichnungen bzw. Ehrungen:
- 1965: erster Platz in der International Science Fair für seine Erfindung eines Computers, der klassische Musik erzeugt
- 1978: Verleihung des Grace Murray Hopper Award der Association for Computing Machinery. Dieser Preis wird jährlich vergeben und ist mit 35.000 $ Preisgeld dotiert. Kurzweil gewann ihn für die Erfindung der Kurzweil Reading Machine
- 1990: Engineer of the Year Preis der Design News
- 1994: Auszeichnung mit dem Dickson Prize in Science der Carnegie Mellon University, der mit 50.000 $ dotiert ist
- 1998: Inventor of the Year des Massachusetts Institute of Technology
- 1999: National Medal of Technology
- 2000: Telluride Tech Festival Award of Technology
- 2001: Lemelson MIT Prize, der mit 500.000 $ dotiert ist
- 2009: Gewähltes Mitglied der American Academy of Arts and Sciences

Kurzweil ist überdies Träger von 20 Ehrendoktortiteln, die er von verschiedenen Institutionen verliehen bekam. Ebenfalls wurde er von drei US-Präsidenten ausgezeichnet, unter anderem von Bill Clinton mit der National Medal of Technology, der höchsten Technologie-Auszeichnung der USA.

## Rezeption
Kurzweils Vorstellungen sind umstritten. Während seine Befürworter in ihm einen Visionär der künstlichen Intelligenz und ein Computer-Genie sehen, werten seine Kritiker seine Methode als unwissenschaftlich und einige seiner Versprechen als „quasi-religiös“.
So merkt die Philosophin Janina Loh an, dass seine Prophezeiung zum Eintreten der Singularität einen Induktionsfehlschluss enthalte, da er versuche, besondere Ereignisse vorherzusagen.
Der Futurologe Kevin Kelly ist der Meinung, dass Kurzweil wahrscheinlich Recht darin habe, wo die Entwicklung zukünftiger Technologien hingehe, bei der prognostizierten Zeitspanne bis zum Eintreffen seiner Vorhersagen jedoch viel zu optimistisch sei. Sein unbeirrbares Engagement für seine Ideen mache ihn zu einer Art „modernem Propheten ... der sich irrt“.
In einem Artikel der Neue Zürcher Zeitung werden Kurzweils Visionen mit denen traditioneller Religionen verglichen:

„Digitalisten glauben an die angeborene Fehlerhaftigkeit des Menschen, so wie Christen an die Erbsünde glauben. Wie das Christentum Erlösung von der Erbsünde verspricht, so bietet uns der Digitalismus die Erlösung von unserem begrenzten Verstand, unseren irrationalen Emotionen und unseren alternden Körpern. Die digitale Erlösung kommt in Form von superintelligenten Maschinen; Chips, die wir uns ins Gehirn implantieren, und Festplatten, auf die wir unser Bewusstsein hochladen (so die Vision des Google-Propheten Ray Kurzweil). Die unsterbliche Seele der traditionellen Religionen wird bei den Digitalisten zu ein paar Software-Zeilen, auf die sich unser Geist reduzieren lässt.“

Auch in einem Artikel der Berliner Gazette werden Parallelen zwischen einigen Ideen Kurzweils und religiösen Konzepten gezogen. So sei seine Beschreibung der technologischen Singularität als Ereignis, dessen langfristige Auswirkungen die Menschheit nicht begreifen könne, als „Gleichnis zur Unbeschreibbarkeit Gottes“ zu verstehen. Kurzweils exakte Datierung der Singularität auf das Jahr 2045 akzentuiere die „prophetische Bedeutung seiner Aussagen“. Das Hervorbringen einer Superintelligenz mit der „Mission, das gesamte Universum in eine denkende Einheit zu verwandeln und damit letztlich Gott zu verwirklichen“, wird mit dem Punkt Omega verglichen.
Der US-amerikanische Softwareentwickler Mitch Kapor bezeichnete Kurzweils Theorien über die sich beschleunigende Entwicklung von Technologien als „Intelligent Design für IQ-140-Menschen.“ Seine „Behauptung, dass wir auf einen Punkt zusteuern, an dem sich alles auf unvorstellbare Weise verändern wird“, sei „im Wesentlichen auf einen religiösen Impuls zurückzuführen.“

## Trivia
- Ray Kurzweil findet als Nebenfigur in Frank Schätzings Roman Der Schwarm Erwähnung, wo ein von ihm entwickelter Neuronencomputer die Denkweise der Yrr simuliert.
- Bill Gates spricht von ihm als „führendem Experten im Bereich der Künstlichen Intelligenz“.[11]
- Kurzweil gilt als einer der bekanntesten Vordenker des Transhumanismus. Er konstatiert eine exponentielle technologische Entwicklung und prognostiziert für das Jahr 2045 das Eintreten einer Singularität, die eine künstliche Intelligenz ermögliche, mit welcher die Menschheit Unsterblichkeit erlangen könne.[12]

## Werke
- Ray Kurzweil: KI. Das Zeitalter der künstlichen Intelligenz. Hanser, München Wien 1993, ISBN 3-446-17375-7 (englisch: The Age of Intelligent Machines, 1990.).
- Ray Kurzweil: Homo S@piens. Econ Tb., 1999, ISBN 3-462-02741-7 (englisch: The Age of Spiritual Machines.).
- Ray Kurzweil, Terry Grossman: Fantastic Voyage: Live Long Enough to Live Forever. Plume, New York 2005, ISBN 0-452-28667-0.
- Ray Kurzweil: Menschheit 2.0. Lola Books, Berlin 2013, ISBN 978-3-944203-04-1 (englisch: The Singularity Is Near.).
- Ray Kurzweil, Terry Grossman: Transcend. Rodale, New York 2009, ISBN 978-1-60529-207-6.
- Ray Kurzweil: How to Create a Mind. Viking, 2012, ISBN 978-0-670-02529-9.
  - Ray Kurzweil: Das Geheimnis des menschlichen Denkens. Lola Books, Berlin 2014, ISBN 978-3-944203-06-5.
- Ray Kurzweil: Danielle. Chroniken einer Superheldin. Lola Books, Berlin 2019, ISBN 978-3-944203-40-9.
- Ray Kurzweil: Wie Du eine Danielle werden kannst. Lola Books, Berlin 2019, ISBN 978-3-944203-41-6.
- Ray Kurzweil: The Singularity is Nearer. When We Merge with AI. Viking, 2024, ISBN 978-0399562761.

## Dokumentation
- Transcendent Man. The Life and Ideas of Ray Kurzweil. 84 min, USA 2011, Regie: Barry Ptolemy.[13]